# Jan Hauser
Jan Hauser (ur. 19 stycznia 1985 w Glarus) – szwajcarski curler, brązowy medalista olimpijski z 2010.
Jest praworęczny, gra w curling od 1994, trenuje w klubie Curling Club Basel-Regio w Arlesheim, mieszka w Glarus, z zawodu jest inżynierem krajobrazu.
Grał trzykrotnie w mistrzostwach świata juniorów w curlingu, jako otwierający u Marka Hausera w 2001, jako trzeci u Andreasa Hinghera w 2002 i jako skip w 2003 we Flims (brązowy medal - bilans gier 8-3). Jako skip reprezentował Szwajcarię w Mistrzostwach Europy Mikstów 2006, gdzie jego zespół zajął piąte miejsce. W Mistrzostwach Świata 2007, jako trzeci u Ralpha Stöckliego, jego zespół zajął czwarte miejsce. Podczas MŚ 2009 Hauser w tej samej drużynie powtórzył wynik z 2007. W 2009 wraz z reprezentacją dotarł do finału Mistrzostw Europy, który przegrał 5:6 na rzecz Szwecji (Niklas Edin).
Hauser wystąpił na Zimowych Igrzyskach Olimpijskich 2010, Szwajcarzy dotarli do fazy play-off, w półfinale ulegli Norwegii (Thomas Ulsrud) 5:7. W małym finale zespół Eglera zrewanżował się Szwedom (Niklas Edin) za porażkę w finale rozgrywek europejskich, Szwajcarzy zdobyli brązowe medale wynikiem 5:4.
W MŚ 2012, gdy Szwajcarzy byli gospodarzami zawodów był kapitanem zespołu grającym na pozycji trzeciego. Drużyna wygrała 3 z 11 meczów i uplasowała się na 9. pozycji.

## Wielki Szlem
| Turniej                | 2006/2007 | 2008/2009 | 2009/2010 |
| ---------------------- | --------- | --------- | --------- |
| Canadian Open          | A         | A         | A         |
| Masters of Curling     | A         | x         | x         |
| The National           | x         | A         | A         |
| Players’ Championships | A         | A         | A         |

| A  | = nie uczestniczył                         |
| x  | = nie zakwalifikował się do fazy finałowej |
| QF | = ćwierćfinał                              |
| SF | = półfinał                                 |
| F  | = finał                                    |
| W  | = zwycięstwo                               |

## Drużyna
|           | Czwarty         | Trzeci          | Drugi          | Otwierający          |
| --------- | --------------- | --------------- | -------------- | -------------------- |
| 2011/2012 | Toni Müller     | Jan Hauser      | Marco Ramstein | Jurg Bamert          |
| 2006/2010 | Ralph Stöckli   | Jan Hauser      | Markus Eggler  | Simon Strübin        |
| 2002/2003 | Jan Hauser      | Pascal Hess     | Fabian Kuster  | Remo Schmid          |
| 2001/2002 | Andreas Hingher | Jan Hauser      | Martin Rios    | Florian Grünerfelder |
| 2000/2001 | Mark Hauser     | Andreas Hingher | Martin Rios    | Jan Hauser           |

Drużyny mikstowe
|           | Czwarty/-a | Trzeci/-a   | Drugi/-a         | Otwierający/-a |
| --------- | ---------- | ----------- | ---------------- | -------------- |
| 2006/2007 | Jan Hauser | Carmen Küng | Stefan Karnusian | Petra Feldmann |